# NGC 2516
NGC 2516 (také známá jako Caldwell 96) je jasná otevřená hvězdokupa v souhvězdí Lodního kýlu vzdálená přibližně 1 300 světelných let. Objevil ji francouzský astronom abbé Nicolas-Louis de Lacaille v roce 1751.

## Pozorování

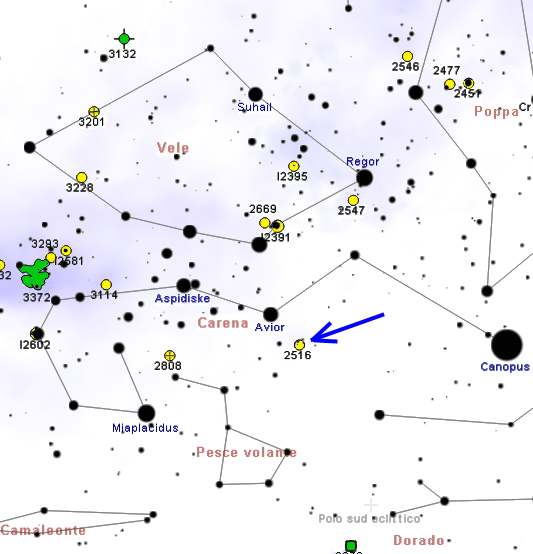
Poloha NGC 2516 v souhvězdí Lodního kýlu

Hvězdokupu NGC 2516 je možné snadno najít pouhým okem zhruba 3 stupně západně od jasné hvězdy ε Carinae s magnitudou 1,86. Vypadá jako mlhavá skvrnka trojúhelníkového tvaru s jedním vrcholem mířícím ke hvězdě ε Carinae. Chvílemi jsou patrné dvě slabé hvězdy na jejím východním okraji. Triedr 10x50 ji částečně rozloží na jednotlivé hvězdy, ale hvězdy jsou tak zhuštěné, že i při velké snaze ji úplně rozložit zůstává její pozadí mlhavé. Malý dalekohled o průměru 100 mm ji zcela rozloží na desítky jednotlivých hvězd. Na severovýchodním okraji hvězdokupy je výrazná červená hvězda 5. magnitudy.
Kvůli její velké jižní deklinaci není hvězdokupa vůbec pozorovatelná v mnoha obydlených oblastech severní polokoule, jako je Evropa a téměř celá severní Amerika; v obydlených oblastech jižní polokoule je naopak cirkumpolární. Nejvhodnější období pro její pozorování na večerní obloze jižní polokoule je od prosince do května.

## Historie pozorování
Polohu této hvězdokupy na obloze jako první zaznamenal Nicolas-Louis de Lacaille 4. ledna 1752 během svého pobytu v Kapském Městě a zařadil ji do svého katalogu vydaného v roce 1755. Zařadil ji jako mlhovinný objekt a popsal ji jako těsnou skupinu 10 až 12 hvězd. Ve skutečnosti byla její mlhovinnost způsobena částečným rozložením na jednotlivé hvězdy, což v následujícím století potvrdil John Herschel, který ji popsal jako hustý objekt tvořený 200 až 250 hvězdami, bez zjasnění, uprostřed s jednou oranžovou hvězdou 8. magnitudy.

## Vlastnosti
NGC 2516 je velmi jasná hvězdokupa. Její vzdálenost se odhaduje kolem 400 parseků (1 300 světelných let)
a nachází se tedy uvnitř ramena Orionu, nedaleko od velké Gumovy mlhoviny.
Hlavní část hvězdokupy se nachází v průměru 20 až 30', ale nejvzdálenější větev sahá až do vzdálenosti 1 stupně. Ovšem z dat získaných satelitem Hipparcos bylo zjištěno, že nejjasnější hvězdy viditelné na severním okraji hvězdokupy, které z ní zjevně vybočují tímto směrem, nejsou jejími členy, ale nachází se od nás ve vzdálenosti kolem 53 světelných let, tedy mnohem blíže než samotná hvězdokupa.
Hvězdokupa má zhruba stovku ověřených členů, z nichž někteří jsou hvězdní obři, několik oranžových obrů a jeden nepravidelně proměnný červený obr. Podobně jako centrum hvězdokupy Jesličky vykazuje NGC 2516 typické znaky jevu hmotové segregace, zatímco rozložení jejích složek je značně nepravidelné s několika tmavšími pásy o menší hustotě. Některé její hvězdy vykazují z chemického pohledu zvláštní vlastnosti.
Stáří hvězdokupy se odhaduje na 60 milionů let a je jednou ze sedmi hvězdokup na obloze, které společně vykazují stejné stáří a pohyb prostorem, jako například Plejády, IC 2602 (Jižní Plejády) a Melotte 20 (hvězdokupa Alfa Persei). Celková hmotnost hvězdokupy je 800 až 1 500 hmotností Slunce a její nejhustější středová oblast má skutečný rozměr přibližně 9 světelných let. Hvězdokupa se nachází 52 světelných let jižně od roviny galaktického disku, zhruba ve stejné vzdálenosti jako rozsáhlá Gumova mlhovina, starý pozůstatek supernovy, která je ovšem mnohem mladší než hvězdokupa. NGC 2516 údajně několikrát prošla oblastí molekulárního mračna v oblasti souhvězdí Plachet.